# Karl Joseph von Drechsel

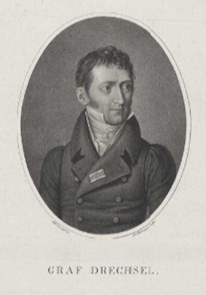
Graf Drechsel, Deutsche Digitale Bibliothek

Carl Joseph Freiherr von Drechsel-Teufstetten (* 26. Juni 1778 auf Schloss Spindlhof bei Regenstauf; † 8. Februar 1838 in München) war ein deutscher Ministerialbeamter im Königreich Bayern. Er war bis 1817 erster Generalpostdirektor der Bayerischen Landespost.

## Leben

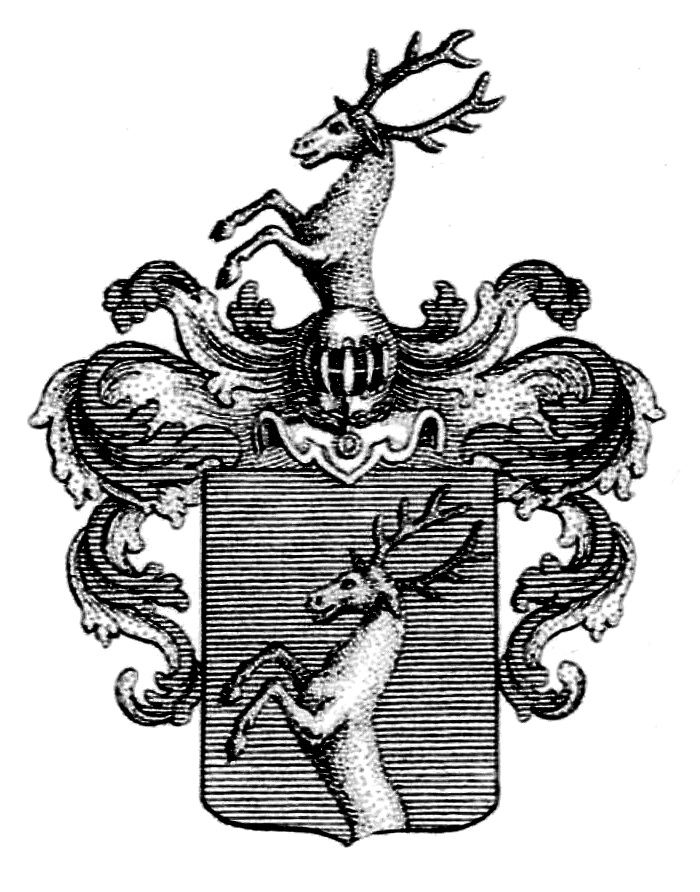
Wappen von Drechsel zu Teufstetten

Als Sohn des bayerischen Hauptpflegers zu Regenstauf Joseph Maria Freiherr von Drechsel (1754–1780) immatrikulierte Karl Joseph von Drechsel sich am 26. April 1797 an der Friedrich-Alexander-Universität Erlangen für Rechtswissenschaft. Dort gehörte er 1798 zu den Stiftern des Corps Onoldia. Zum 10. November 1798 wechselte an die Julius-Maximilians-Universität Würzburg und 1799 an die Universität Ingolstadt. Nach dem Studium besuchte er die von Maximilian von Montgelas eingerichtete Diplomatische Pflanzschule in München.
Drechsel wurde 1800 königlich bayerischer Kämmerer und 1801 Landesdirektionsrat in Neuburg an der Donau. 1803 nach München versetzt, wurde er 1805 zum Requisitonskommissär und am 1. Oktober 1806 zum königlichen Postkommissär ernannt. In dieser Funktion hatte er Bayerns Souveränität gegenüber der durch Staatsvertrag errichteten Thurn-und-Taxis-Post zu sichern. Seit 1807 Regierungspräsident in Mittelfranken (Ansbach), überführte er im Frühjahr 1808 die Taxis-Post in die bayerische Staatsverwaltung, die er bis 1817 als Generalpostdirektor leitete. 1820 wurde er zum Bayerischen Staatsrat im auswärtigen Dienst ernannt. Von 1817 bis 1826 war er Generalkommissär im Rezatkreis und von 1826 bis 1828 im Oberdonaukreis. 1819 wurde er zum ersten Ehrenbürger von Nürnberg ernannt. 1827 wurde er zum Regierungspräsidenten in Augsburg ernannt und von König Ludwig I. in den Grafenstand erhoben. Als er im Jahr darauf wegen seiner liberalen Haltung des Dienstes enthoben wurde, zog er sich auf sein Schloss Karlstein zurück. 1831, 1834 und 1837 betätigte er sich als Mitglied der Kammer der Abgeordneten (Bayern) für schulische, soziale und verkehrstechnische Belange. 
Seine Ehefrau war Therese Gräfin von Freyen-Seiboltsdorf (1778–1848). Ein Urenkel von ihm war der Widerstandskämpfer Max Ulrich Graf von Drechsel.
Drechsel zählte zu den führenden Köpfen der Ära Montgelas. Seine Hauptleistungen waren die Schaffung einer eigenen bayerischen Landespost, ihr fortschrittlicher Ausbau und die Verteidigung dieses Hoheitsrechts gegen Thurn und Taxis. Karl Joseph von Drechsel starb mit 59 Jahren. Erbe wurde August Graf von Drechsel (1810–1880), Kammerherr, Generalmajor der Landwehr, Malteserritter, vermählt mit Maximiliane Gräfin von Bayrstorff.